# EFE
EFE通信（イーエフイーつうしん、エフェ、スペイン語: [ˈefe]）は、スペイン・マドリードに拠点を置く通信社。スペイン語圏における主要な通信社であり、AP通信、ロイター、フランス通信社（AFP通信）に次いで世界で4番目に大きな通信社である。

## 特色
新聞、テレビ、ラジオ、インターネットなど、様々な媒体のニュースを取り扱っている。所属するジャーナリストは約60の国籍で約3000人に及び、年間300万件のニュースを配信している。約120か国の約180都市から24時間365日に渡って配信を行っている。ヨーロッパのマドリード（スペイン語）、コロンビアのボゴタ（スペイン語）、ブラジルのリオデジャネイロ（ポルトガル語）、エジプトのカイロ（アラビア語）に編集局を備えている。
社名のEFE（エフェ）はスペイン語における「F」の発音と同じであり、これは前身となった通信社であるファブラ（Fabra）、フェブス（Febus）、ファーロ（Faro）の頭文字と同じである。しかし、設立者のスニェールはファシスト政党であるファランヘ党（Falange）の頭文字であるとしている。

## 歴史

### 設立
1865年にジャーナリストのニーロ・マリーア・ファブラによって設立されたセントロ・デ・コレスポンサレス起源であり、この会社はスペイン初の通信社とされている。1870年にはフランスのアヴァス通信社と協力協定を締結し、アヴァス通信社による国際ニュースをスペイン国内に配信した。1919年には前身となるファブラ通信社が設立された。
1939年にEFE通信が設立された。当時の拠点はブルゴス県ブルゴスであり、この都市はスペイン内戦に勝利したフランシスコ・フランコの拠点にもなっていた。設立者はフランコ政府で内務大臣を務めていたラモン・セラーノ・スニェールであり、スニェルはフランコの義兄弟だった。実務を担当したのはジャーナリストのビセンテ・ガジェゴである。1940年、EFE通信は拠点をマドリードに移転し、またバルセロナに支局を開設した。

### 拡大
1965年にはアルゼンチンのブエノスアイレスに支局を開設し、南アメリカにサービスを拡大した。1969年には英語とフランス語のサービスを開始し、1972年には中央アメリカの複数のメディアと共同で中央アメリカ通信社（ACAN）を設立した。アメリカ大陸でのサービスを拡大させたことで、1979年には米州新聞協会の正会員となった。1984年にはヨーロッパ初の写真通信社であるEPA通信に正式に加入した。1995年には活動の独立性や中立性が評価され、アストゥリアス皇太子賞（コミュニケーションおよびヒューマニズム部門）を受賞した。